# Terra Indígena Arara
La Terra Indígena Arara és una terra indígena localitzada a l'estat brasiler de Pará. Regularitzada i tradicionalmente ocupada, té una àrea de 274.010 hectàrees i una població de 256 persones, del poble Araras do Pará.